# Explanada Nacional de Washington D.C.

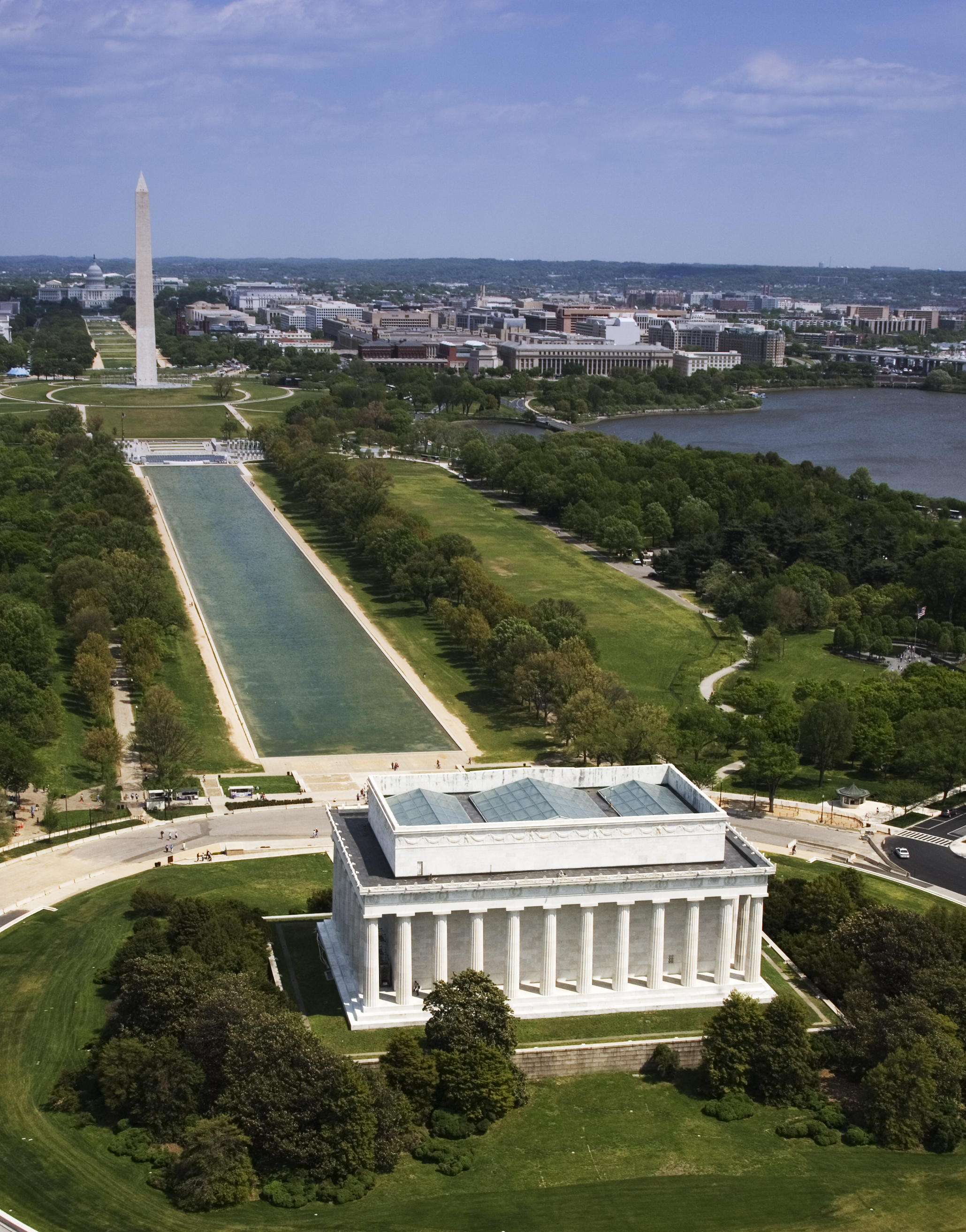
El Lincoln Memorial con el estanque reflectante.

La Explanada Nacional (en inglés: National Mall) es un parque paisajista situado cerca del centro de Washington D. C., la capital de Estados Unidos. 
Alberga y está rodeado por varios museos del Instituto Smithsoniano, galerías de arte, instituciones culturales y varios monumentos conmemorativos, esculturas y estatuas. Está administrado por el Servicio de Parques Nacionales del Departamento del Interior de los Estados Unidos como parte de la unidad de la Explanada Nacional y Parques Conmemorativos del Sistema de Parques Nacionales.El parque recibe aproximadamente 24 millones de visitantes cada año.
La zona central de la Explanada Nacional se extiende entre los terrenos del Capitolio al este y el Monumento a Washington al oeste y está bordeada al norte y al sur por varios museos y un edificio de oficinas federales.El término Explanada Nacional también puede incluir áreas que también son oficialmente parte del West Potomac Park al sur y al oeste y los Jardines de la Constitución al norte, extendiéndose hasta el Monumento a Lincoln al oeste y el Monumento a Jefferson al sur.

## Lugares emblemáticos, museos y otras características

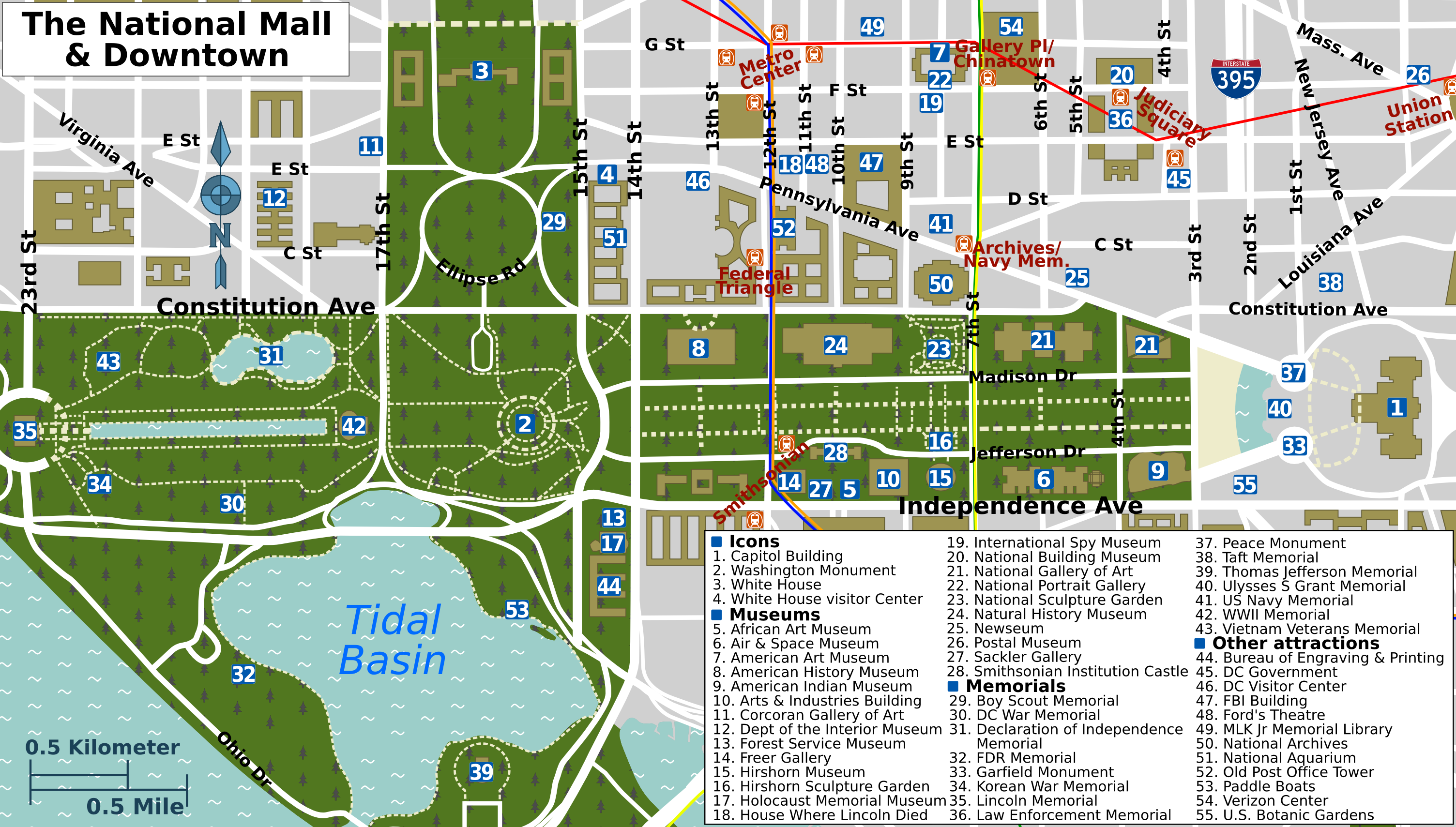
Mapa de la Explanada Nacional y alrededores (2008)

### Dentro de la propia Explanada Nacional

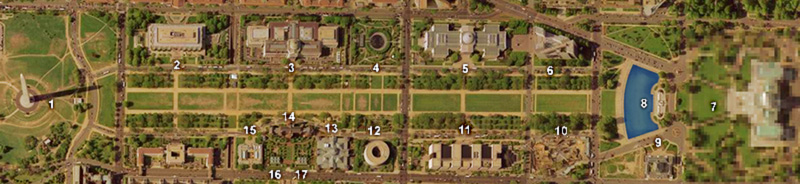
La Explanada Nacional y zonas adyacentes (Abril de 2002). La Explanada tenía un césped flanqueado a cada lado por senderos sin asfaltar e hileras de olmos americanos como elemento central. (Los números en la imagen corresponden a los números en la lista de puntos de referencia, museos y otras características que se muestran continuación.)

La Explanada Nacional contiene los siguientes lugares emblemáticos, museos y otras características (incluido el año de apertura).
2. Museo Nacional de Historia Estadounidense (1964)
3. Museo Nacional de Historia Natural (1910)
4. Jardín de Esculturas de la Galería Nacional de Arte (1999)
5. Edificio Oeste de la Galería Nacional de Arte (1941)
6. Edificio Este de la Galería Nacional de Arte (1978)
10. [Museo Nacional de los Indios Americanos]] (2004) (shown under construction)
11. Museo Nacional del Aire y el Espacio (1976)
12. Museo y Jardín de Esculturas Hirshhorn (1974)
13. Edificio de Artes e Industrias (1881)
14. Edificio del Instituto Smithsonian ("El Castillo") (1849)
15. Galería de Arte Freer (1923)
16. Galería Arthur M. Sackler (1987)
17. Museo Nacional de Arte Africano (1987)

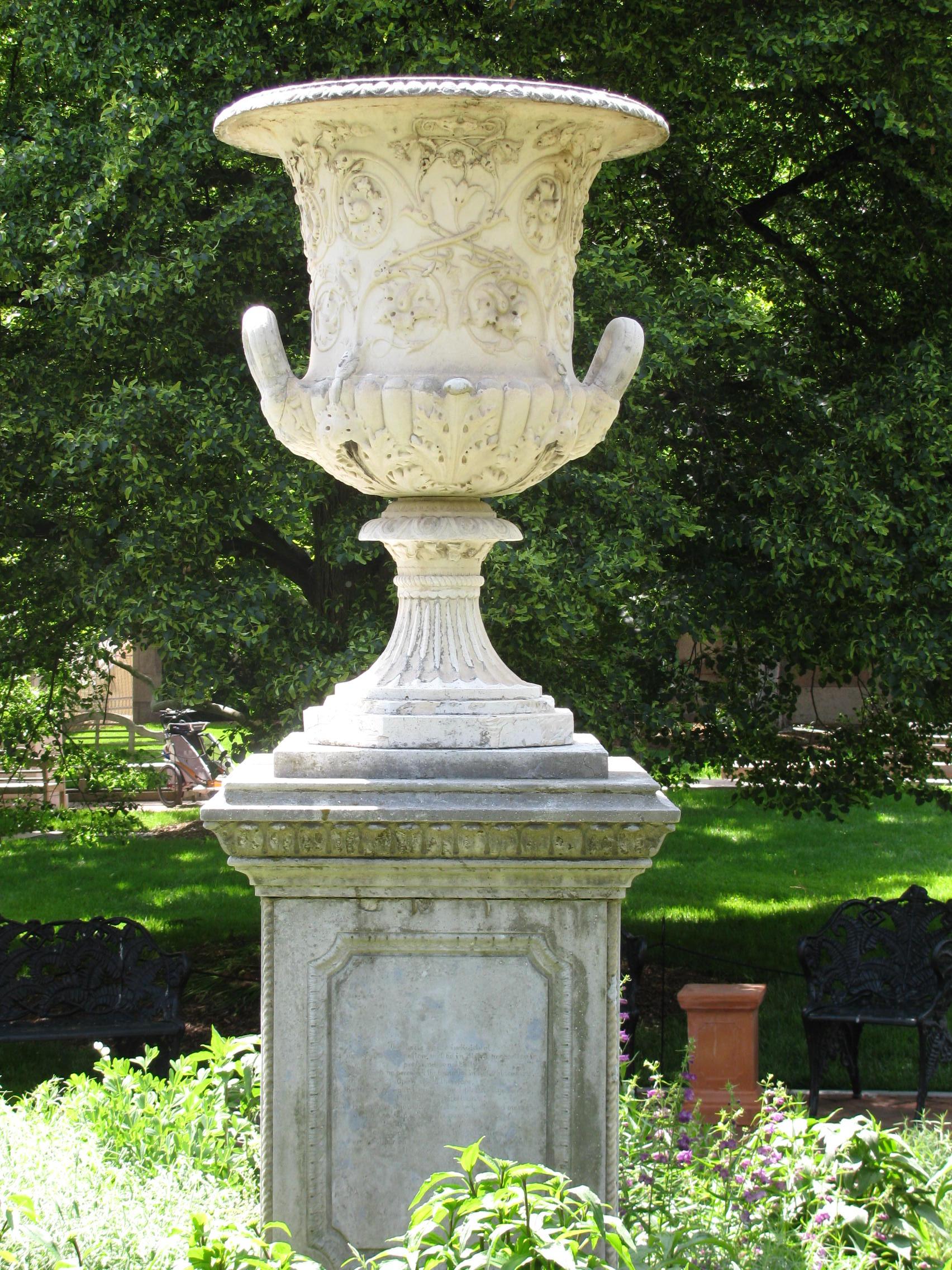
Urna de Andrew Jackson Downing en mayo de 2012.

A continuación se nombran algunos lugares de interés que no figuran en la lista anterior:
Frente al Edificio del Instituto Smithsonian 
- Estatua de Joseph Henry (1883)

Detrás del Edificio del Instituto Smithsonian 
- Urna de Andrew Jackson Downing (1856)

Frente al Edificio de Artes e Industrias 
- Tiovivo del Smithsonian (1967)

A la izquierda del Museo de Historia Nacional Americana
- Zona del actual Museo Nacional de Historia y Cultura Afroamericana (2016)

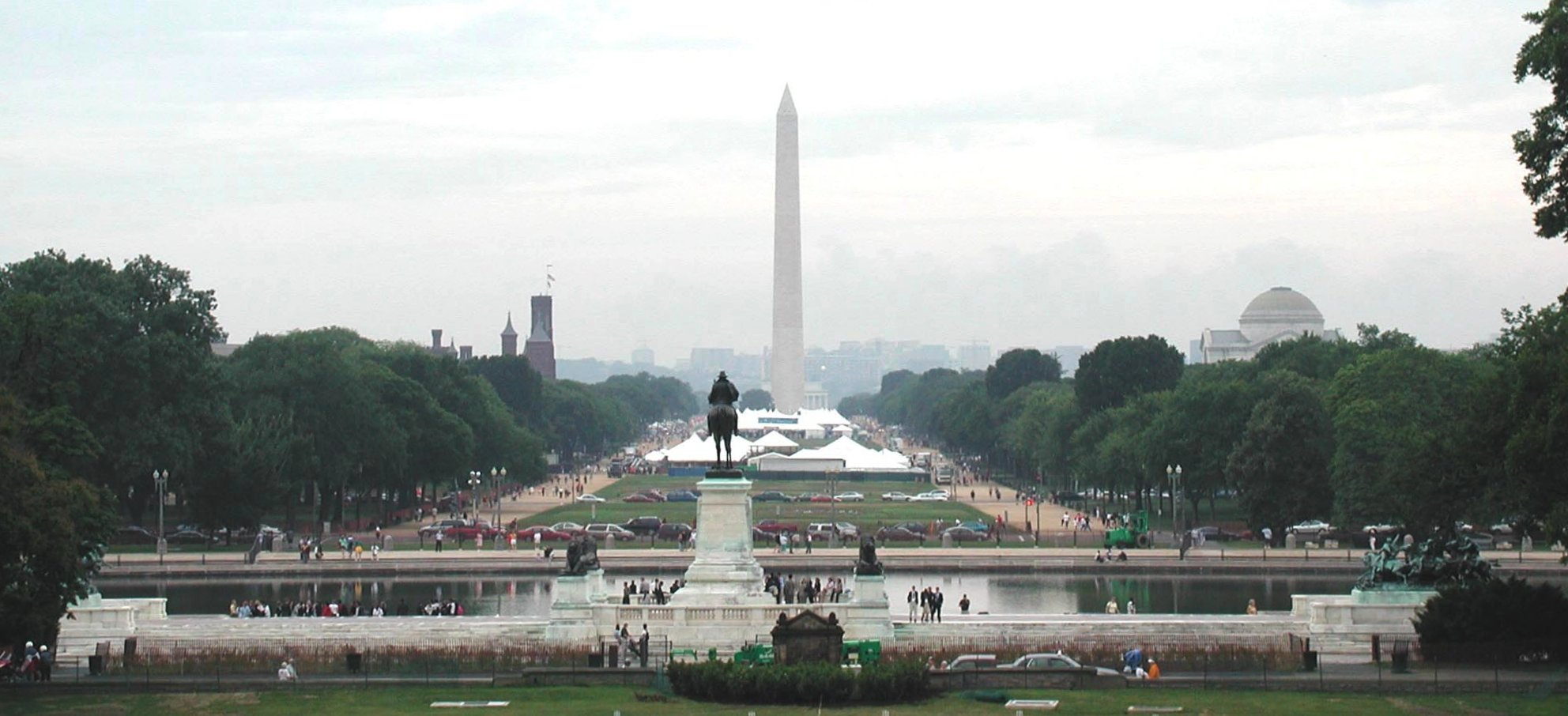
Fotografía de Junio de 2004 desde el Capitolio de Estados Unidos mirando hacia el oeste. En primer plano el Monumento Conmemorativo a Ulysses S. Grant y el Estanque Reflectante del Capitolio, la Explanada Nacional y al fondo el Monumento a Washington.

A la izquierda de la Galería de Arte Freer 
- Edificio Jamie L. Whitten: Edificio de Administración del Departamento de Agricultura de Estados Unidos (1930)

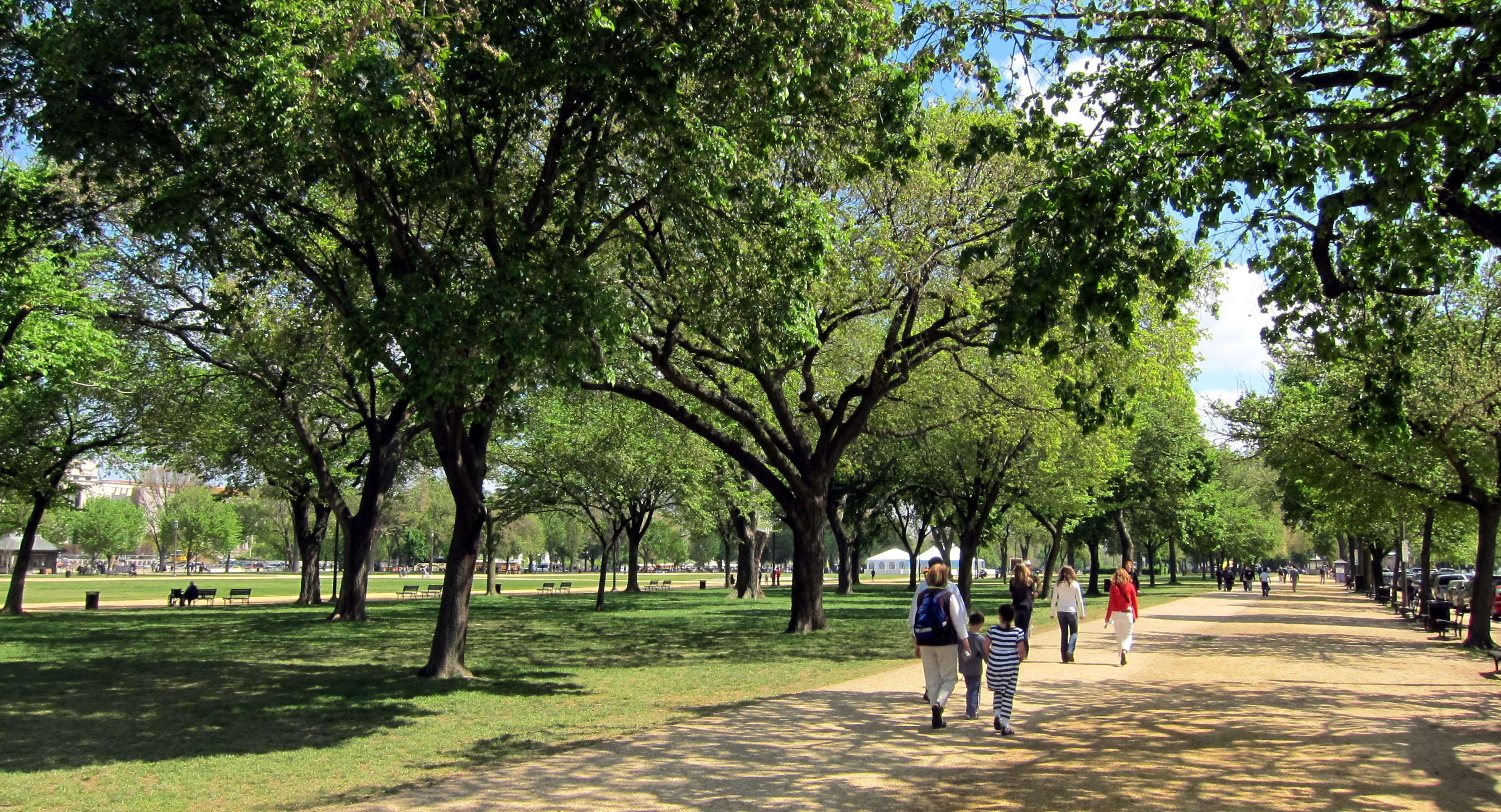
Vistas hacia el este en la Explanada Nacional en abril de 2010. Filas de olmos americanos se alinean a los lados de un camino que atraviesa la Explanada.

A excepción de la Galería Nacional de Arte, todos los museos que están en la Explanada Nacional son parte de la Institución Smithsonian. Los Jardines Smithsonian albergan una serie de jardines y paisajes cerca de sus museos.Son los siguientes:
- Common Ground: Our American Garden (2017)[11]
- Jardín Enid A. Haupt Garden (1987)[12]
- Jardín con Patio de la Galería de Arte Freer (1923)[13]
- Jardín del Museo y Esculturas Hirshhorn (1974)[14]
- Jardín de Rosas Kathrine Dulin Folger (1998)[15]
- Jardín Mary Livingston (1978)[16]
- Jardín del Museo Nacional del Aire y del Espacio (1976)[17]
- Jardines Nativos del Museo Nacional de Indios Americanos (2004)[18]
- Jardín Pollinator (1995)[19]
- Hábitat Urbano de Pájaros (2020)[20]
- Jardín Victoria (2020)[21]

### Este de la Explanada Nacional

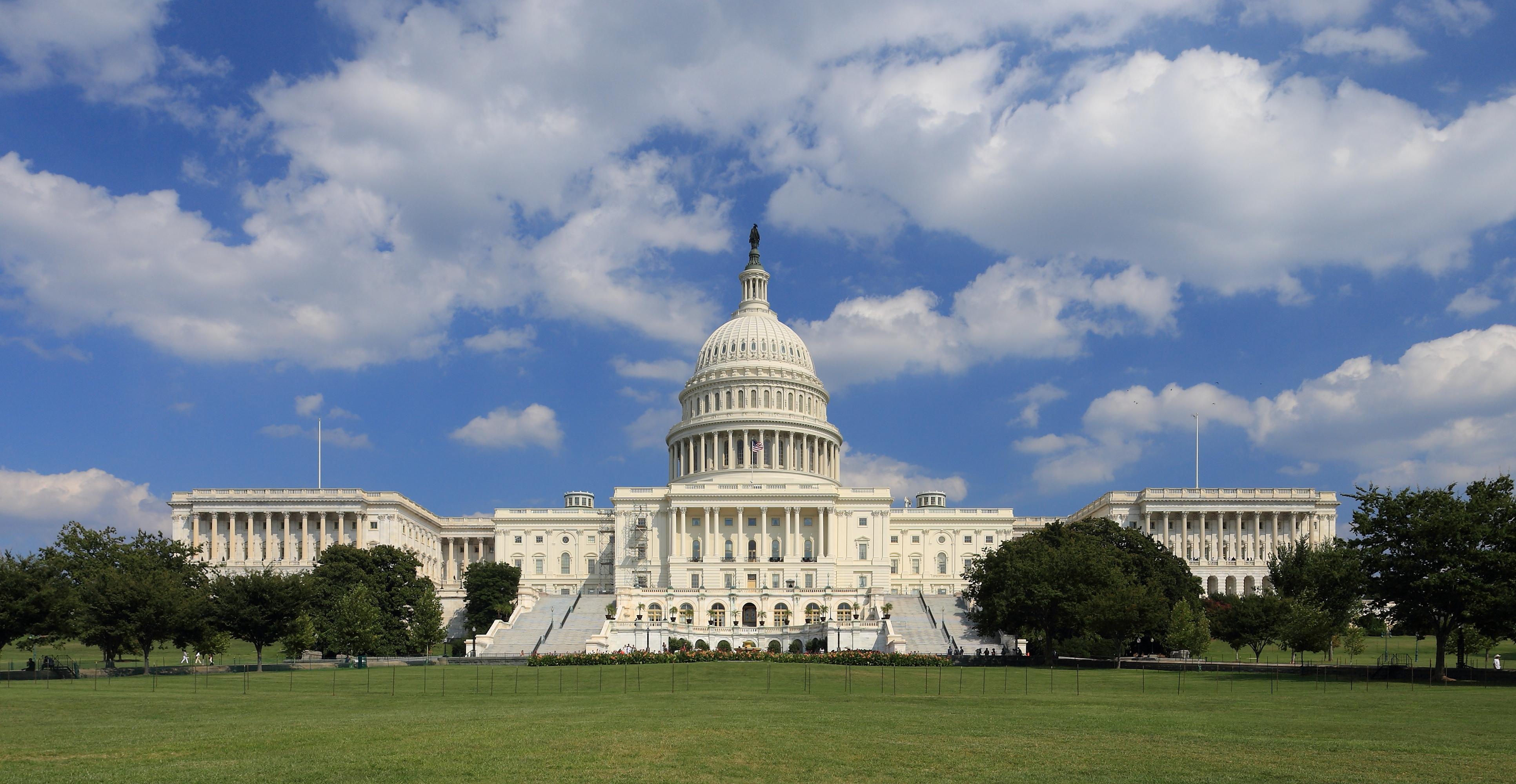
Lado oeste del edificio del Capitolio de Estados Unidos (Septiembre de 2013).

Al este de la Explanada Nacional se encuentra:
- Capitolio de Estados Unidos y sus terrenos.
- Union Square, que contiene:

- Estanque Reflectante del Capitolio (1971).
- Monumento Conmemorativo a Ulysses S. Grant (1922).

- Monumento de la Paz (1878).
- Jardín Botánico de Estados Unidos (1933).
- Monumento a James A. Garfield (1887).

### West of the National Mall proper and in West Potomac Park

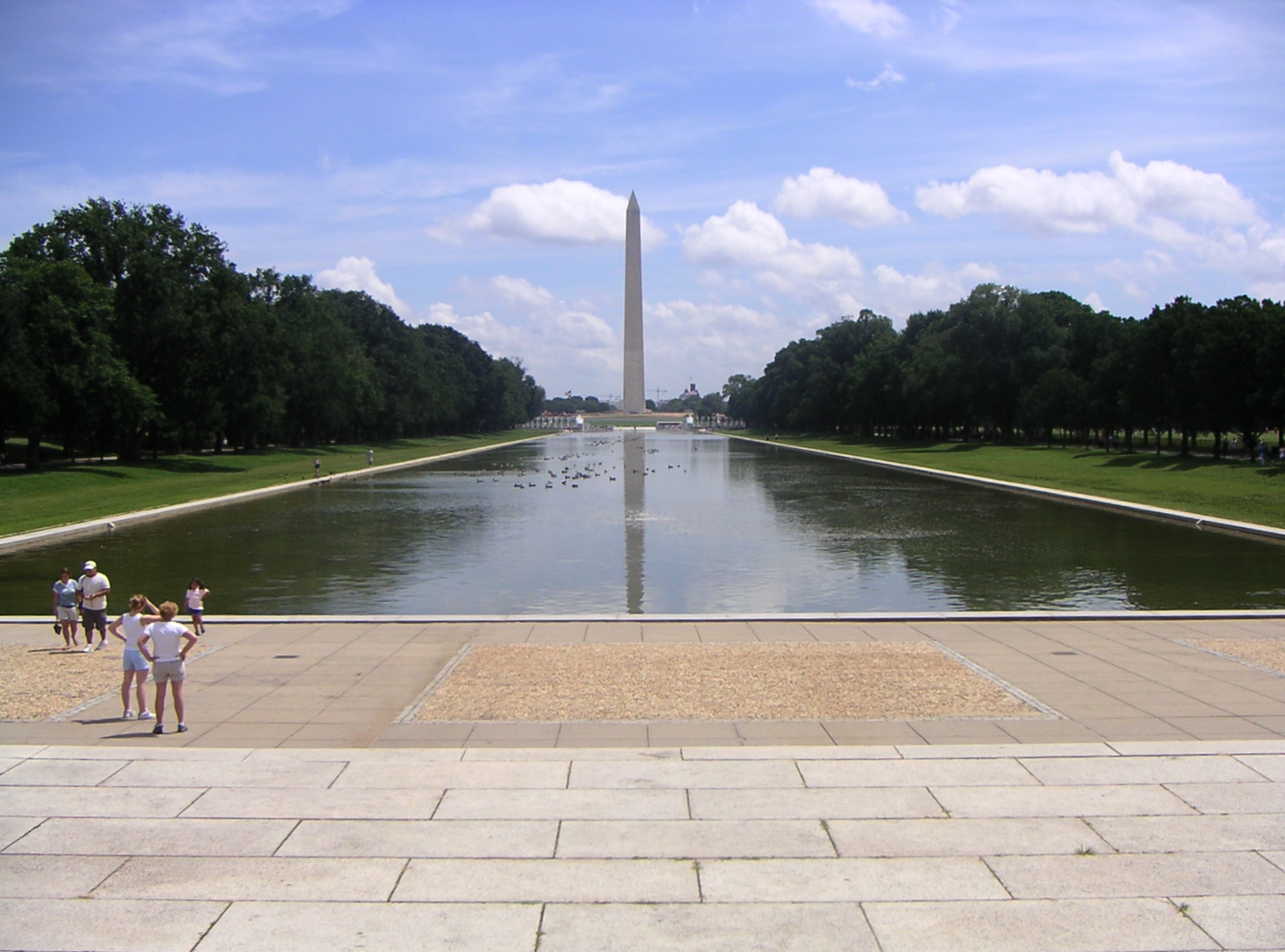
The Lincoln Memorial Reflecting Pool in July 2005, facing east towards the Washington Monument

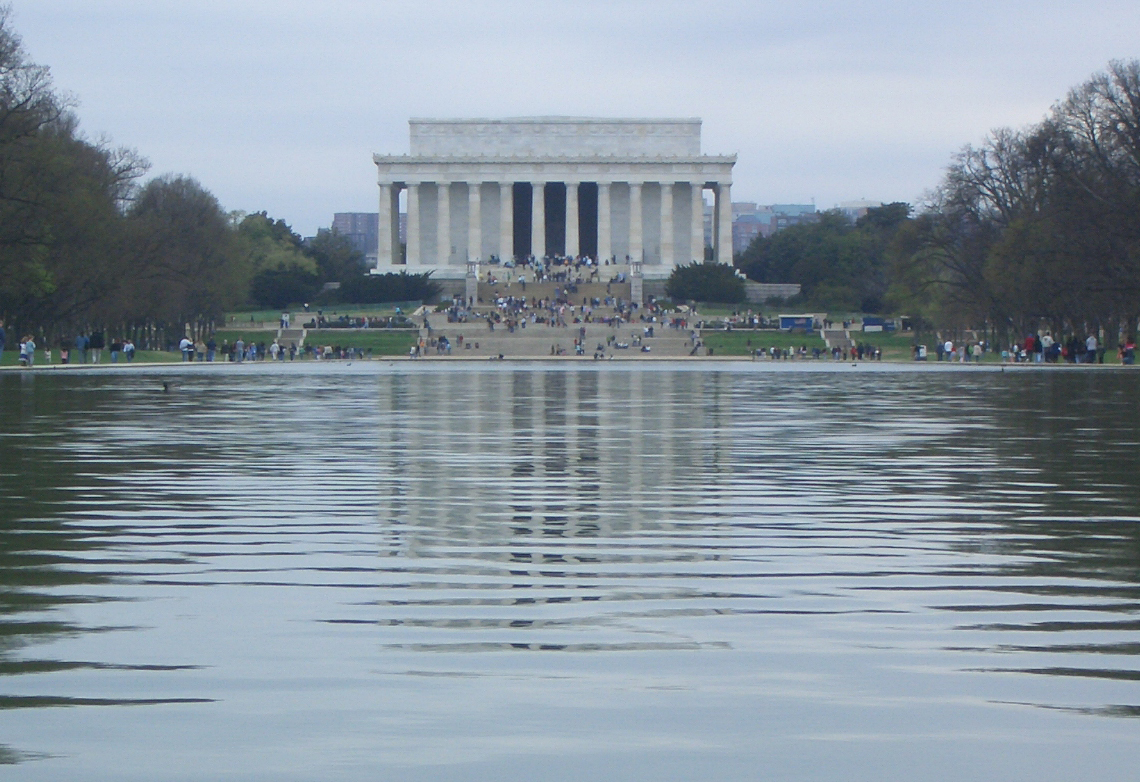
The view of the Lincoln Memorial from the Reflecting Pool in April 2007.

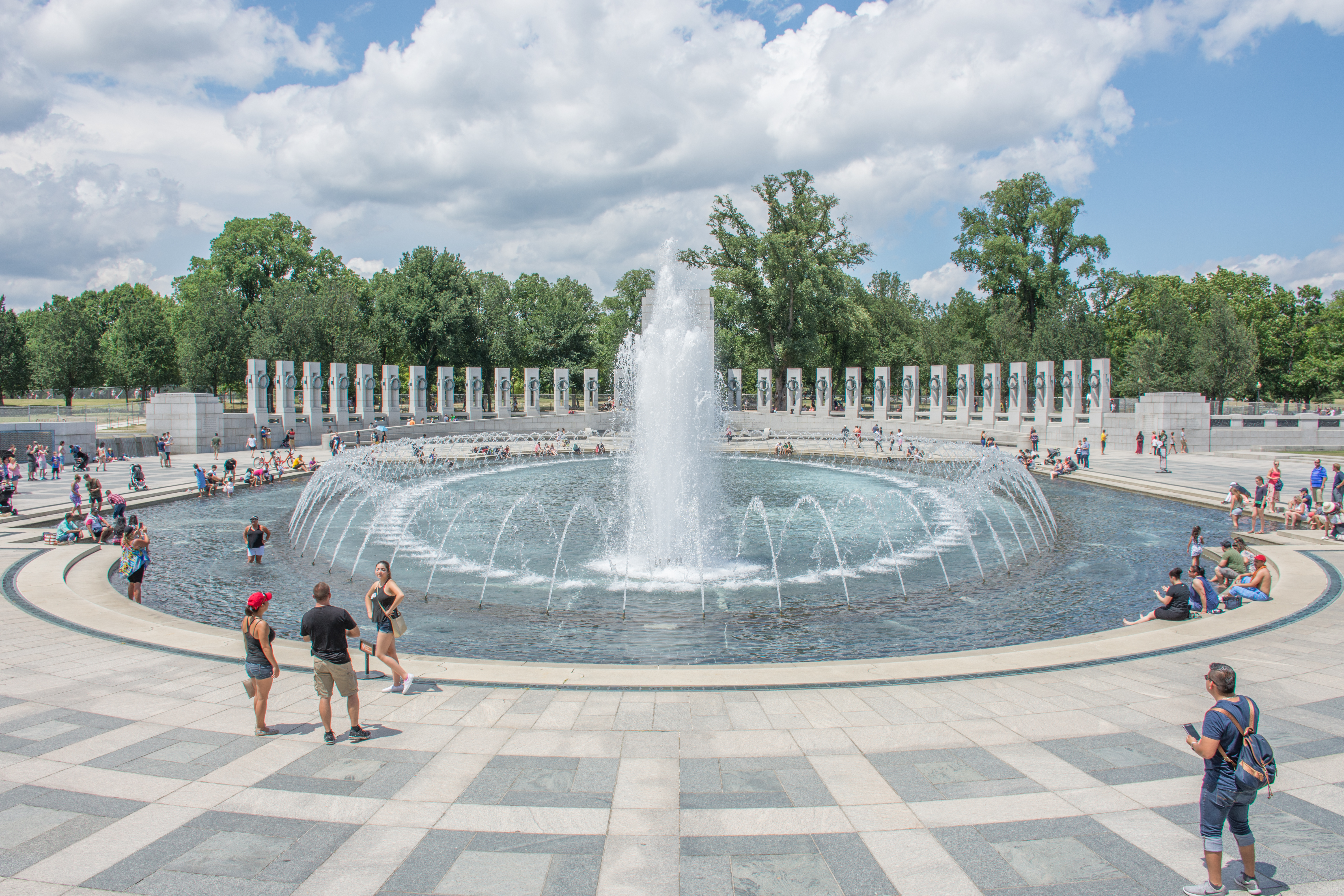
National World War II Memorial (July 2017)

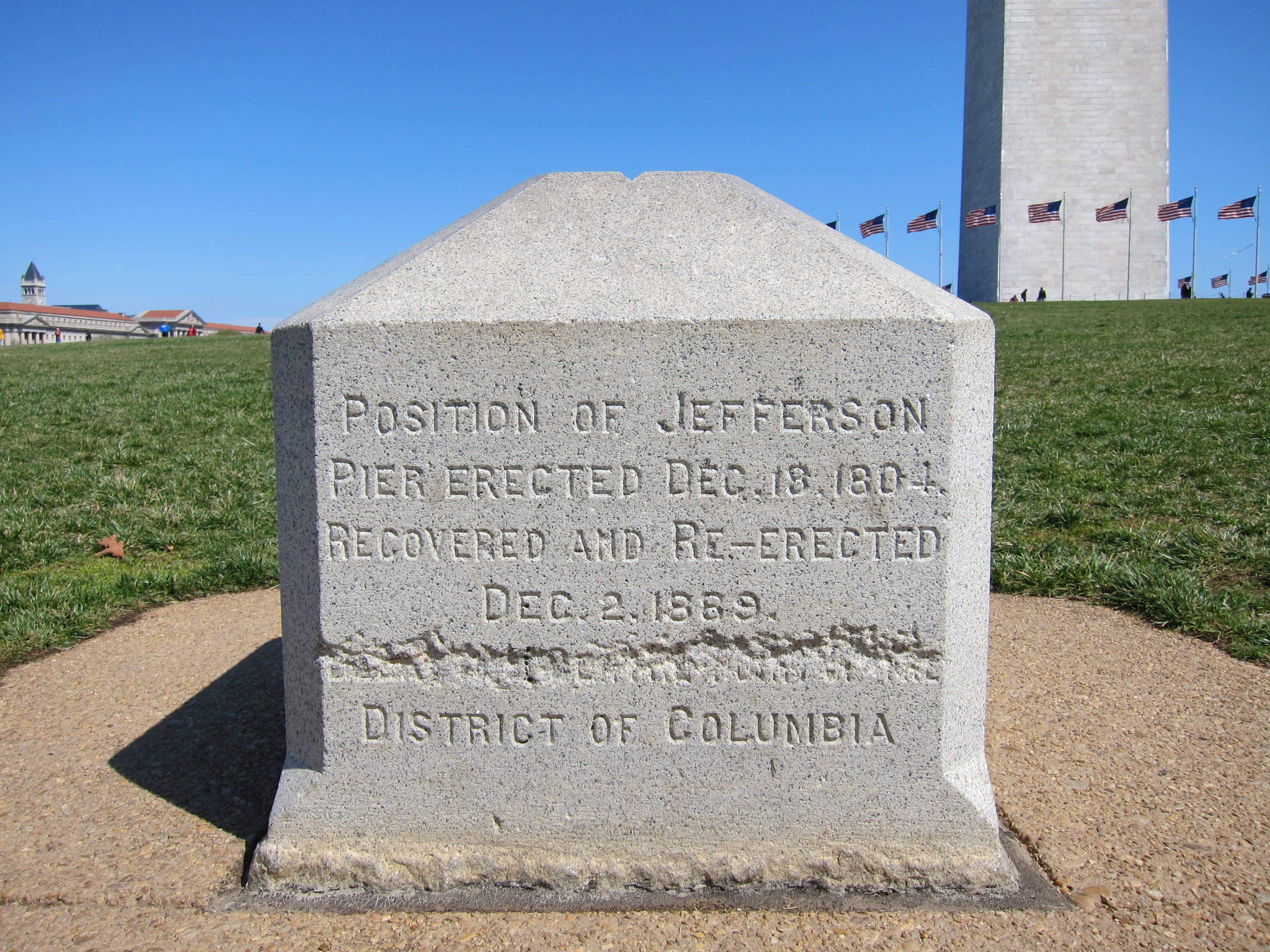
The west side of the Jefferson Pier in April 2011, with the Washington Monument in the background.